# Eruh
Eruh (Kurdisch: Dihê) ist eine Stadtgemeinde (Belediye) und zugleich Verwaltungssitz des gleichnamigen Ilçe (Landkreises) der Provinz Siirt in der türkischen Region Südostanatolien (türk. Güneydoğu Anadolu). Eruh liegt 52 Straßenkilometer (Luftlinie: 30 km) in südöstlicher Richtung von Siirt entfernt. Die im Stadtlogo manifestierte Jahreszahl (1926) dürfte ein Hinweis auf das Jahr der Erhebung zur Stadtgemeinde (Belediye) sein.
Der zweitgrößte Landkreis der Provinz liegt im südlichen Teil dieser und grenzt an den zentralen Landkreis (Merkez) der Provinzhauptstadt Siirt im Norden und Westen, an den Kreis Pervari im Nordosten und Osten sowie an die Provinz Şırnak im Süden. Den Kreis durchzieht in Nordwest-Südost-Richtung die Fernstraße D370.
Der Landkreis (bzw. Kaza als Vorgänger) bestand bereits bei Gründung der Türkischen Republik (1923). Zur ersten Volkszählung (1927) konnte er auf eine Einwohnerschaft von 14.350 (auf 1550 km² Fläche in 130 Ortschaften) verweisen, davon 606 Einwohner im Verwaltungssitz Ervé (Schreibweise in der Dokumentation)
Der Kreis bestand Ende 2020 neben der Kreisstadt aus 53 Dörfern (Köy) mit durchschnittlich 177 Bewohnern. Die Palette der Einwohnerzahlen reichte hierbei von 1007 (Okçular) herunter bis auf 14, Bingöl. 15 Dörfer hatten mehr als der Durchschnitt (177). Die Bevölkerungsdichte von 17,3 (Einw. je km²) war die niedrigste in der Provinz, der städtische Bevölkerungsanteil betrug 48,9 %.